# Cyclorana cryptotis
Cyclorana cryptotis és una espècie de granota endèmica d'Austràlia.